# Eli Houston Murray

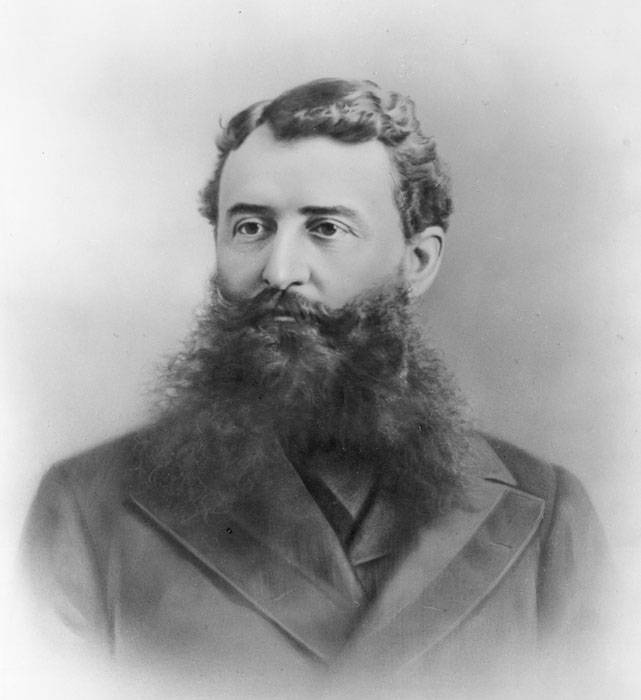
Eli Houston Murray

Eli Houston Murray (* 10. Februar 1843 in Cloverport, Breckinridge County, Kentucky; † 18. November 1896 in Bowling Green, Kentucky) war ein US-amerikanischer Politiker (Republikanische Partei).

## Werdegang
Während des Bürgerkrieges erreichte er den Dienstgrad eines Brigadegenerals. Danach beendete er sein Jurastudium an der University of Louisville. Er heiratete Evelyn Neal und war als US-Marshal sowie Zeitungsredakteur tätig. Präsident Rutherford B. Hayes ernannte ihn 1880 zum Territorialgouverneur des Utah-Territoriums. Während seiner Amtszeit bestätigte er die Wahl von Allen G. Campbell als Delegierten für den Kongress, der allerdings nie dort seinen Sitz einnahm. George Q. Cannon, ein Führer der Kirche Jesu Christi der Heiligen der Letzten Tage und ein Polygamist, erhielt mehr als zehn Mal so viele Stimmen wie dieser. Murrays Angriffe auf Mormonen erstreckten sich über die Grenzen von Utah und nahmen Einfluss auf die Nationalpolitik, was die Polygamie betraf. Präsident Hays ernannte Murray für eine zweite Amtszeit, jedoch wurde er dann 1886 durch Präsident Grover Cleveland aus dem Amt entfernt.
Murray arbeitete bis zu seiner Rückkehr nach Kentucky als Journalist in San Diego, Kalifornien. Die Stadt Murray in Salt Lake County wurde nach ihm benannt.